# المن (شهر اتریش)
المن (به آلمانی: Elmen) یک منطقهٔ مسکونی در اتریش است که در ناحیه رویت واقع شده‌است. المن ۲۹٫۶ کیلومتر مربع مساحت دارد ۹۷۶ متر بالاتر از سطح دریا واقع شده‌است.